# Szingliszellem (Így jártam anyátokkal)
A Szingliszellem az Így jártam anyátokkal című televízió-sorozat második évadának tizedik epizódja. Eredetileg 2006. november 27-én vetítették, míg Magyarországon két évvel később, 2008. november 14-én.
Ebben az epizódban Barney fekete és meleg öccse érkezik a városba, hogy Barney szárnysegédje lehessen – ugyanakkor van egy titka, amit nem tárt fel előtte.

## Cselekmény
2006 telén mindenki párkapcsolatban van a bandából, Barneyt leszámítva. Emiatt nem esik kétségbe, ugyanis bejelenti, hogy hamarosan megérkezik az öccse, James, aki a szárnysegédje lesz. Lily elmagyarázza Robinnak, aki még sosem találkozott vele, hogy James pontosan ugyanolyan, mint Barney, leszámítva hogy homoszexuális, és hogy fekete. Valóban nagyon sok mindenben hasonlítanak: James is szereti az öltönyöket, blogol, és a lézerharcterembe is szívesen jár. Hogy miért különbözik a bőrszínük, arra Barney és James sem adnak egyértelmű választ (Jövőbeli Ted szerint az édesanyjuk számos mesével magyarázta nekik, mint például hogy amikor James-szel volt terhes, csokifagyit evett, amikor pedig Barney-val, akkor vaníliát).
A banda lemegy a bárba, ahol Barney és James egymás szárnysegédei lesznek. Minden jól is megy, de a többieknek feltűnik, hogy míg Barney egymás után szédíti a nőket, addig James udvariasan elutasít mindenkit. Robin és Lily szerint párkapcsolatban él, amit a monogámiától irtózó Barneyval is közölnek, aki kifaggatja az öccsét, és végül rájön, hogy tényleg így van, sőt éppen házasodni készül.
A dühös Barney elkezdi a MacLaren's bárban faggatni az öccsét. Elmondja neki, hogy nem a melegházassággal van baja, hanem általában a házassággal, és amikor James felkéri, hogy legyen a tanúja, Barney visszautasítja. Sőt, hogy a házasság gondolatát is kiverje öccse fejéből, egy melegbárba viszi őt, hogy ott valaki elcsábítsa. A többiek is velük tartanak, és miközben Lily és Robin élvezik, hogy egy ilyen helyen végre nem tapadnak rájuk a pasik, Marshall és Ted a fordítottját éli meg, roppant kellemetlenül. James megenyhíti Barney szívét, amikor elmondja, hogy az élettársával, Tommal, miután összeházasodnak, egy fiút fognak örökbe fogadni. Amikor meglátja a kisfiú képét, Barney is meggondolja magát.
Egy évvel később, amikor James-ék esküvőjén járunk, már Barney a tanú (Marshall és Lily is összeházasodtak addigra). Barney megígéri az unokaöccsének, hogy húsz és fél év múlva megtanítja őt élni, ezután elvisz magával egy lányt.

## Kontinuitás
- Barney és az öccse is az "Ismered...?" játékot játsszák.
- Barney ismét a "Megjött apuci!" frázist használja, amikor belép a klubba (a magyar szinkronban itt még úgy, mint "itt van a papa")..
- Amikor Robin a gyerekkorukról kérdezi őket, James és Barney is nevetve a "Kérlek!" szóval reagálnak.
- Marshall vonzódása a nőies koktélokhoz az "Atlantic City" című epizódban már látható volt.
- Loretta, Barney és James anyja először látható a sorozatban.

## Jövőbeli visszautalások
- Amikor James és Tom esküvőjén vannak, Ted és Robin nem mennek haza úgy, mint a házaspár Lily és Marshall, igazolván Barney teóriáját a szingliszellemről, miszerint a párok hamarabb hazamennek bárhonnan, mint a szinglik. A "Nyílt kártyákkal" című epizód idején kiderül, hogy valóban szakítottak, tehát mindketten egyedülállók.
- Barney utalást tesz James "hetero fősulis korszakára". "A görcs" című részből kiderül, hogy az öccse segített neki elveszteni a szüzességét, és akkor még nem volt meleg (legalábbis szerinte, mert az epizódban ennek nyilvánvaló jelei láthatóak)
- Az "Ordításlánc" című részben Marshall utal rá, hogy Barney feltétel nélkül hitt mindig is az anyjának, ezért azt gondolja, hogy neki és Jamesnek ugyanaz az apja.
- A "Kiárusítás" című részben láthatjuk, hogy Marshallhoz vonzódnak a meleg férfiak.
- Mikor Barneyt próbálják győzködni, Ted megemlíti, hogy a húga esküvőjét is támogatta, noha a férje zoknit viselt szandállal. Az "Egy kis Minnesota" című részből kiderül, hogy egyszer valóban volt házas, öt napig.
- A "Visszatérés" című részben James bejelenti, hogy ő és Tom elválnak, mégpedig Gary Blauman miatt. Az ő nevét viselő epizódban aztán újra összejönnek.

## Érdekességek
- Barney és James megformálóinak a való életben is eltérő a szexuális beállítottsága, csak épp fordítva: Neil Patrick Harris homoszexuális, Wayne Brady pedig heteroszexuális.

## Vendégszereplők
- Wayne Brady – James Stinson
- Gabrielle Richens – tetovált lány a bárban
- Lombardo Boyar – Scotty
- Sarah Cahill – Rosa
- Megan Mullally – Loretta Stinson (csak a hangja)

## Zene
- The Replacements – Skyway
- Scissors for Lefty – Mama Your Boys Will Find a Home

## Fordítás
- Ez a szócikk részben vagy egészben  a   Single Stamina című angol Wikipédia-szócikk ezen változatának fordításán alapul.  Az eredeti cikk szerkesztőit annak laptörténete sorolja fel. Ez a jelzés csupán a megfogalmazás eredetét és a szerzői jogokat jelzi, nem szolgál a cikkben szereplő információk forrásmegjelöléseként.| - m - v - sz « előző Így jártam anyátokkal 2. évad következő »                                                                                                                                                                                                                                                                                                                                                       | - m - v - sz « előző Így jártam anyátokkal 2. évad következő » |
| --- | -------------------------------------------------------------- |
| - Az Így jártam anyátokkal epizódjainak listája |                                                                |
| - Hol is tartottunk? - A skorpió és a varangy - Villásreggeli - Ted Mosby, az építész - A világ legjobb párosa - Jogi praktikák - Swarley - Atlantic City - A pofogadás - Szingliszellem - Hogyan lopta el Lily a karácsonyt - Először New Yorkban - Oszlopok - A hétfő esti meccs - A szerencsepénz - Cuccok - Arrivederci, Fiero - A költözés - A legénybúcsú - Nyílt kártyákkal - Valami kölcsönvett - Valami kék |                                                                || - m - v - sz Így jártam anyátokkal | - m - v - sz Így jártam anyátokkal                                                                  | - m - v - sz Így jártam anyátokkal |
| ---------------------------------- | --------------------------------------------------------------------------------------------------- | ---------------------------------- |
| Epizódok                           | - 1. - 2. - 3. - 4. - 5. - 6. - 7. - 8. - 9. évad                                                   |                                    |
| Szereplők                          | - Ted Mosby - Marshall Eriksen - Robin Scherbatsky - Barney Stinson - Lily Aldrin - Tracy McConnell |                                    |
| Filmzene                           | - How I Met Your Music                                                                              |                                    |
| Kapcsolódó sorozat                 | - Így jártam apátokkal                                                                              |                                    |